# Сюанькун-сы
Сюанькун-сы (Висячий монастырь, кит. трад. 懸空寺, упр. 悬空寺, пиньинь Xuánkōng Sì, палл. Сюанькун-сы) — храмовый комплекс, построенный на скале около священной горы Хэншань провинции Шаньси в Китае. Монастырь расположен в 65 км к юго-востоку от города Датун. В окрестностях Датуна также расположены гроты Юньган.
Сюанькун-сы имеет большое историческое значение в регионе, активно посещается туристами. Монастырь построен в 491 году при династии Северная Вэй. Храмовый комплекс объединяет буддийские, даосские и конфуцианские алтари.
В монастыре вдоль отвесной стены расположено около 40 залов и павильонов. Здания держатся на деревянных сваях, упирающихся в скалу. Сама скала используется также как задняя стена помещений, выемки в скале сделаны для изображений и статуй Будды.
Всего в монастыре стоят 80 статуй из разных материалов. Самое крупное рельефное изваяние — Татхаты
Монастырь с 1982 охраняется как Национальный Памятник КНР.
Сюанькун-сы является единственным в Китае храмом, в котором объединены три религиозно-философские школы: буддизм, даосизм и конфуцианство.